# Liste der denkmalgeschützten Objekte in Hafnerbach
Die Liste der denkmalgeschützten Objekte in Hafnerbach enthält die 11 denkmalgeschützten, unbeweglichen Objekte der Gemeinde Hafnerbach.

## Denkmäler
| Foto |                 | Denkmal                                                                              | Standort                                                                    | Beschreibung | Metadaten |
| ---- | --------------- | ------------------------------------------------------------------------------------ | --------------------------------------------------------------------------- | --- | --- |
| ja   | Datei hochladen | Kath. Pfarrkirche hl. Zeno und Friedhof HERIS-ID: 32177 Objekt-ID: 29241             | Kirchenplatz 1 Standort KG: Hafnerbach                                      | Die auf den hl. Zeno geweihte Pfarrkirche von Hafnerbach ist eine Saalkirche mit mehreren Bauphasen, deren älteste Teile aus der romanischen Epoche stammen (13. Jahrhundert). Der hochgotische Turm entstand um 1400. In der künstlerischen Gestaltung des Innenraums sind besonders die barocken Stuckarbeiten von Andreas Marstaller, der neugotisch/neubarocke Hochaltar von Josef Kepplinger sowie die Werke des Malers Martin Johann Schmidt („Kremser Schmidt“) hervorzuheben.                             | BDA-Hist.: Q23541678 Status: § 2a Stand der BDA-Liste: 2025-06-30 Name: Kath. Pfarrkirche hl. Zeno und Friedhof GstNr.: 9, 7 Pfarrkirche hl. Zeno, Hafnerbach                               |
| ja   | Datei hochladen | Pfarrhof HERIS-ID: 32178 Objekt-ID: 29242                                            | Kirchenplatz 1 Standort KG: Hafnerbach                                      | Der zweigeschoßige Bau unter einem Walmdach stammt im Kern aus dem 18. Jahrhundert und wurde 1974/1975 weitgehend umgebaut. | BDA-Hist.: Q37946559 Status: § 2a Stand der BDA-Liste: 2025-06-30 Name: Pfarrhof GstNr.: 6 Pfarrhof Hafnerbach                                                                              |
| ja   | Datei hochladen | Mausoleum für Maximilian Graf Montecuccoli-Laderchi HERIS-ID: 32179 Objekt-ID: 29243 | Kirchenplatz 2, gegenüber Standort KG: Hafnerbach                           | Das Mausoleum wurde von Robert Wohlmeyer im Jahr 1913 für Reichsgraf Maximilian von Montecuccoli-Laderchi errichtet. Der Bau ist dem Späthistorismus (Neobarock) zuzuordnen und teils mit Jugendstilelementen verziert. Dazu gehört etwa die zweiflügelige Tür. | BDA-Hist.: Q37946570 Status: § 2a Stand der BDA-Liste: 2025-06-30 Name: Mausoleum für Maximilian Graf Montecuccoli-Laderchi GstNr.: 3 Mausoleum Montecuccoli-Laderchi, Hafnerbach           |
| ja   | Datei hochladen | Mariensäule HERIS-ID: 32181 Objekt-ID: 29245                                         | Marienplatz 5, gegenüber Standort KG: Hafnerbach                            | Die Mariensäule ruht auf einem dreistufigen runden Postament, darüber abgefaster Pfeiler. Das Bauwerk wurde laut Bezeichnung 1627 als Pranger errichtet, das Prangermandl wurde 1871 entfernt und durch die Marienstatue ersetzt. | BDA-Hist.: Q37946582 Status: § 2a Stand der BDA-Liste: 2025-06-30 Name: Mariensäule GstNr.: 105 Mariensäule Hafnerbach                                                                      |
| ja   | Datei hochladen | Figurenbildstock hl. Zeno HERIS-ID: 32182 Objekt-ID: 29246                           | Korning Standort KG: Korning                                                | Der Bildstock wird Peter Widerin zugeschrieben und ruht auf einem Volutenpostament mit Putten, ein Chronogramm zeigt die Jahreszahl 1725. Der Bildstock wurde über dem sogenannten Zenostein mit angeblichen Fußabdruck des Heiligen errichtet. | BDA-Hist.: Q37946592 Status: § 2a Stand der BDA-Liste: 2025-06-30 Name: Figurenbildstock hl. Zeno GstNr.: 369 Statue of Saint Zeno, Hafnerbach                                              |
| ja   | Datei hochladen | Kath. Filialkirche hl. Erasmus HERIS-ID: 32191 Objekt-ID: 29255                      | Maurergasse 7, neben Standort KG: Sasendorf                                 | Die Filialkirche zum hl. Erasmus steht isoliert im Nordwesten des Ortes. Das einheitlich spätgotische Gebäude wurde im Inneren später mit Barockaltären ausgestattet. | BDA-Hist.: Q27134083 Status: § 2a Stand der BDA-Liste: 2025-06-30 Name: Kath. Filialkirche hl. Erasmus GstNr.: 285 Filialkirche hl. Erasmus, Sasendorf                                      |
| ja   | Datei hochladen | Burgruine Hohenegg HERIS-ID: 32192 Objekt-ID: 29256                                  | Hohenegg 2 Standort KG: Stein-Eichberg                                      | Die Burg Hohenegg, 1140 erstmals urkundlich erwähnt, wurde im 16. Jahrhundert zu einem Renaissanceschloss umgebaut und gelangte 1631 nach mehrfachem Besitzerwechsel an die Gräfin Barbara Montecuccoli, deren Nachkommen maßgebliche Erweiterungen vornehmen ließen und dort bis 1756 ihren Wohnsitz hatten. Danach wurde das Schloss nur noch gelegentlich für Jagdaufenthalte verwendet und schließlich dem Verfall preisgegeben. In den 1970er Jahren begann man mit der Sicherung und Renovierung der Ruine. | BDA-Hist.: Q4998688 Status: Bescheid Stand der BDA-Liste: 2025-06-30 Name: Burgruine Hohenegg GstNr.: .1 Burgruine Hohenegg                                                                 |
| ja   | Datei hochladen | Figurenbildstock hl. Johannes Nepomuk HERIS-ID: 32186 Objekt-ID: 29250               | Dunkelsteiner Straße 21, in der Nähe Standort KG: Wimpassing an der Pielach | Die Statue des hl. Johannes Nepomuk aus der Mitte des 18. Jahrhunderts wurde 1972 an ihren Standort bei der Brücke über die Pielach versetzt. | BDA-Hist.: Q37946621 Status: § 2a Stand der BDA-Liste: 2025-06-30 Name: Figurenbildstock hl. Johannes Nepomuk GstNr.: 156/2 Figurenbildstock hl. Johannes Nepomuk Wimpassing an der Pielach |
| ja   | Datei hochladen | Ortskapelle HERIS-ID: 32184 Objekt-ID: 29248                                         | Kapellenweg 1, gegenüber Standort KG: Wimpassing an der Pielach             | Die Ortskapelle mit vorgestelltem Fassadenturm wurde 1893 erbaut. | BDA-Hist.: Q37946602 Status: § 2a Stand der BDA-Liste: 2025-06-30 Name: Ortskapelle GstNr.: 77 Ortskapelle Wimpassing a.d. Pielach                                                          |
| ja   | Datei hochladen | Bildstock, Wimpassinger Kreuz HERIS-ID: 32187 Objekt-ID: 29251                       | Museumstraße 26, bei Standort KG: Wimpassing an der Pielach                 | Der bemerkenswerte Breitpfeilerbildstock westlich des Ortes weist noch das originale Gitter aus dem 18. Jahrhundert auf. | BDA-Hist.: Q37946632 Status: § 2a Stand der BDA-Liste: 2025-06-30 Name: Bildstock, Wimpassinger Kreuz GstNr.: 1083/1 Bildstock Wimpassinger Kreuz in Hafnerbach                             |
| ja   | Datei hochladen | Bildstock HERIS-ID: 32188 Objekt-ID: 29252                                           | Standort KG: Wimpassing an der Pielach                                      | Es wird im Straßenverzeichnis der Landesregierung als Fuchsbergkreuz bezeichnet. | BDA-Hist.: Q37946643 Status: § 2a Stand der BDA-Liste: 2025-06-30 Name: Bildstock GstNr.: 1066                                                                                              |